# Cicchetti

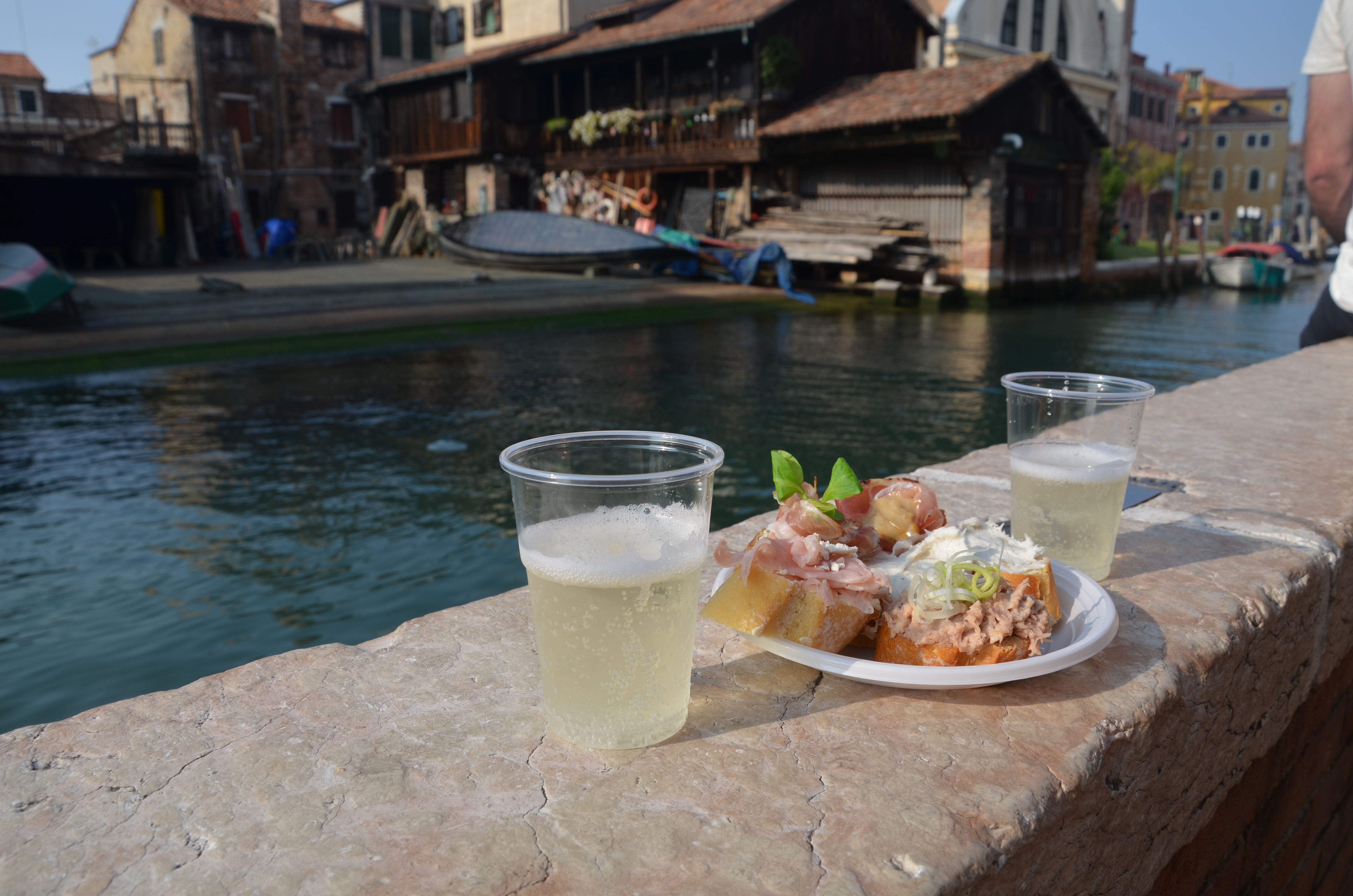
Un plato de Cicchetti y dos copas de Prosecco.

Cicchetti (el singular en italiano es cicchetto) se trata de pequeños platos en forma de aperitivos servidos en algunos lugares de Italia. Son muy populares en ciertos locales típicos en Venecia (bares de Cicchetti). Es habitual servirlos en bandejas donde cada uno de los Cicchetti se encuentra insertado en un palillo para que sea más accesible a los comensales. En estos locales es habitual servir vino con los aperitivos. Es costumbre servir los cichetti a media mañana o antes del almuerzo, así como en snacks por la tarde. Por regla general se sirven acompañados de pequeños vasos de vino blanco.